# Alga verde
Las algas verdes o Chlorophyta sensu lato es el grupo parafilético de las algas estrechamente  relacionadas con las plantas terrestres. Algunas fuentes usan aún el término Chlorophyta y más antiguamente Chlorophyceae, pero luego estos términos se han usado para delimitar subgrupos, de tal manera que el grupo de "algas verdes" como taxón ha devenido en informal, considerándose que taxonómicamente incluye a los grupos de algas Chlorophyta y Charophyta.
Como algas verdes se han descrito hasta ahora unas 10 000 especies diferentes, siendo las más diversas de todas las algas. Aunque se encuentran también en los mares, son más diversas en las aguas continentales (agua dulce) abarcando una amplia variedad de hábitat. Muchas son unicelulares, frecuentemente flageladas, pero otras desarrollan formas pluricelulares que nunca son muy complejas.
Hay presencia de pigmentos como clorofila a y b, β-caroteno y xantófilas, además de sustancias de reserva (almidón), tal como se encuentra también en las plantas terrestres (reino Plantae stricto sensu), lo que revela su parentesco con ellas. Hoy en día se admite que las plantas terrestres se derivan de algas verdes de agua dulce de la división Charophyta.

## Generalidades
Se encuentran en hábitats muy diversos, incluso en condiciones muy raras. Tan solo un 20% de las especies son marinas, el resto son de agua dulce. Existen formas, como Pleurococcus, capaces de desarrollarse al aire en medios muy húmedos. Los gonidios, algas, de los líquenes son las más de las veces algas verdes. En el mar están distribuidas donde quiera que llegue la luz solar suficiente para realizar la fotosíntesis. 
Las algas verdes pueden ser unicelulares, frecuentemente flageladas, o pluricelulares con tallos que nunca son muy complejos.  La mayor parte de las especies son bentónicas (ligadas al fondo) pero las hay planctónicas, que viven en suspensión y son uno de los principales componentes del fitoplancton. Presentan células flageladas (isocontas), fotosintéticas y contienen clorofila a y b; los cloroplastos contienen almidón; y los tilacoides están anastomosados. 
Pueden reproducirse asexualmente, mediante esporas móviles, o sexualmente, mediante la fecundación de una oosfera (gameto femenino) por un gameto masculino frecuentemente flagelado (anterozoide). Tienen estructuras reproductoras simples, los más complejos (Chara) presentan los oogonios envueltos. Las esporas y gametos se forman a partir de todo el contenido de una célula madre. Gran diversidad de formas y tamaños. Algunas se parecen a plantas superiores pues tienen "órganos" semejantes a tallos, hojas y raíces. Algunas viven asociadas con hongos formando líquenes.

## Denominación
Alga verde hace referencia por traducción al nombre científico Chlorophyta —castellanizado como clorófitas o clorófitos—. Todos estos nombres, salvo aclaración de su circunscripción, son de uso generalmente indistinto en la literatura no especializada. Sin embargo, taxonómicamente el grupo comprende tanto a Chlorophyta (algas verdes clorófitas) como a  Charophyta (algas verdes no clorófitas), que es la parte del clado Streptophyta que no incluye a Embryophyta (plantas terrestres).

## Filogenia
Conceptualmente las "algas verdes" pueden ser consideradas sistemáticamente como un grupo parafilético, aunque el grupo que incluye a las algas verdes y a las plantas terrestres es monofilético y constituye el clado Viridiplantae (a veces considerado restrictivamente como el reino Plantae).
|  |

Taxonómicamente las algas verdes se suelen clasificar en dos divisiones (o filos):
- Chlorophyta es un clado que con dependencia de los criterios de clasificación, queda enmarcado o en el reino Protista o en el reino Plantae.

- Charophyta es un grupo parafilético dentro del clado Streptophyta.

Algas verdes flageladas y filamentosas 
De enorme variedad, viven en aguas dulces y marinas.
Suelen agruparse en colonias, de forma globular o filamentosa.
Algunas viven en simbiosis con hongos, formando líquenes.* Volvox. * Ufotrix. * Oedogonium. * Chaetophora.